# C/1975 E1 (Bradfield)
C/1975 E1 (Bradfield) ist ein Komet, der in den Jahren 1975 und 1976 beobachtet werden konnte.

## Entdeckung und Beobachtung
Der Komet wurde am Abend des 12. März 1975 (Ortszeit) von William A. Bradfield in Australien mit einem 150-mm-f/5,5-Refraktor entdeckt. Es war seine dritte Kometenentdeckung, genau drei Jahre nach seiner ersten und 13 Monate nach seiner zweiten. Seit seiner letzten Entdeckung hatte er insgesamt 145 Stunden nach Kometen gesucht. Er schätzte die Helligkeit des Kometen zu etwa 9 mag.
Bis Ende April war die Helligkeit bereits auf 10 mag gefallen. Der Komet war zunächst nur von der Südhalbkugel aus zu beobachten, eine Beobachtung von der Nordhalbkugel war erst ab Anfang 1976 möglich, als der Komet bereits wieder lichtschwach mit nur 17–18 mag war. Die letzte Beobachtung erfolgte am 5. April 1976 durch Elizabeth Roemer in Arizona.

## Wissenschaftliche Auswertung
Spektroskopische Untersuchungen durch Pol Swings an der Europäischen Südsternwarte am 16. und 17. März 1975 zeigten kometentypische Emissionslinien von C2, C3 und CN, aber keine von CH.

## Umlaufbahn
Für den Kometen konnte aus 52 Beobachtungsdaten über einen Zeitraum von etwa einem Jahr eine hyperbolische Umlaufbahn bestimmt werden, die um rund 55° gegen die Ekliptik geneigt ist. Die Bahn des Kometen verläuft damit schräg gestellt zu den Bahnebenen der Planeten. Im sonnennächsten Punkt der Bahn (Perihel), den der Komet am 4. April 1975 durchlaufen hat, befand er sich mit 182,1 Mio. km Sonnenabstand im Bereich zwischen den Umlaufbahnen des Mars und der Erde. Bereits am 4. Februar war er in etwa 135,0 Mio. km Abstand an der Venus vorbeigegangen und am 19. April kam er der Erde bis auf 275,0 Mio. km (1,84 AE) nahe.
Bereits 1978 konnten durch B. Marsden, Z. Sekanina und E. Everhart aus 52 Beobachtungsdaten über einen Zeitraum von etwa einem Jahr Bahnelemente einer hyperbolischen Umlaufbahn bestimmt werden. Aus den Datensätzen leiteten sie auch Werte für die ursprüngliche Bahn des Kometen vor der Passage des inneren Sonnensystems und für dessen zukünftige Bahn ab. Nahezu gleiche Ergebnisse liefert auch die Auswertung der (mit relativ großen Ungenauigkeiten behafteten) Bahnelemente der JPL Small-Body Database, danach hatte die Bahn des Kometen ursprünglich noch eine geschlossene elliptische Form mit einer Exzentrizität von etwa 0,99997 und einer Großen Halbachse von etwa 40.000 AE (0,63 Lichtjahre), so dass seine Umlaufzeit bei etwa 8 Mio. Jahren lag. Er war möglicherweise ein „dynamisch neuer“ Komet aus der Oortschen Wolke oder überhaupt erst wenige Male zuvor in die Sonnennähe gelangt.
Durch die Anziehungskraft der Planeten, insbesondere durch relativ nahe Vorbeigänge am Jupiter am 26. Juli 1974 in nur etwa 2 ⅓ AE Distanz und am Saturn am 7. Februar 1976 in etwas über 7 AE Abstand, wurde seine Bahnexzentrizität auf etwa 1,00102 vergrößert, so dass der Komet sich jetzt auf einer hyperbolischen Bahn entfernt. Der Komet wird daher das Sonnensystem verlassen. Auch M. Królikowska findet für die ursprüngliche und die zukünftige Bahn des Kometen ähnliche Ergebnisse. Da nur sehr wenige Beobachtungen vor dem Periheldurchgang des Kometen vorliegen, konnte sie keine nicht-gravitativen Effekte ableiten und die Bestimmung der ursprünglichen Bahn ist mit großer Unsicherheit behaftet, auch eine Aussage zum dynamischen Status ist ihr nicht möglich.